# Robert Lock
Robert Lock, né le 22 mai 1966 à Reedley, est un joueur américain de basket-ball.

## Biographie

### Carrière universitaire (1984-1988)
Robert Lock commence le basket-ball dans sa ville natale, en Californie à Reedley. En 1984, il intègre l'effectif des Wildcats de l'université du Kentucky. Robert Lock développe au fur et à mesure des qualités de rebondeur et progresse dans l'exercice du tir. Lors de sa dernière saison en National Collegiate Athletic Association (NCAA), Robert Lock marque en moyenne 10,9 points, capte 6,5 rebonds et contre une fois par match. Le natif de Reedley est sélectionné par les Los Angeles Clippers lors de la draft 1988 de la NBA au troisième tour, en tant que cinquante-et-unième choix.

### Carrière professionnelle (1988-1996)
Toutefois, Robert Lock accepte une offre provenant d'Italie. Le club de Reggio de Calabre lui fait une offre alléchante. Il n'a pas de problème en première division italienne en marquant plus de 16 points et captant 9 rebonds par match. Il revient néanmoins aux Los Angeles Clippers à la fin de la saison 1988-1989, disputant 20 matchs. La saison suivante, Lock rejoint le club italien de Pavie. Il y reste trois saisons jusqu'en 1992. Avec Pavie, il participe trois fois aux play-offs. Il accumule de belles statistiques avec souvent plus de 18 points et 10 rebonds en moyenne par saison. En 1992-1993, Forli (Italie, première division), le recrute. Puis en 1993-1994, il migre au Bialetti Montecatini. Encore une fois, le pivot américain domine avec 16,7 points et 9,1 rebonds par match. Cependant, il n'a pas évolué au niveau européen. À l'aube de la saison 1994-1995, Limoges lui offre cette occasion. Le niveau est bien plus rude. En Coupe d'Europe des clubs Champions, Robert Lock affiche 12 points, 4 rebonds par match. Ce n'est pas assez suffisant pour les dirigeants. Le 6 octobre 1994, il est remercié. Finalement, il retrouve un club la même saison, en Espagne, à Girone. Robert Lock joue deux saisons à Girone et termine sa carrière à la fin de la saison 1995-1996.

### Sa reconversion (depuis 1996)
Après sa carrière professionnelle, Robert Lock fonde une société d'aviation, Waldo Wright's Flying Service. Il propose des excursions en avion et restaure de vieux biplans. Son entreprise familiale est basée à Polk City, en Californie.